# وائل حلاق
وائِل ب. حَلّاق، استاد بنیادِ آوالون در زمینهٔ علومِ انسانی در دانشگاهِ کلمبیاست که از سال ۲۰۰۹ در آنجا به تدریسِ اخلاق، حقوق و اندیشهٔ سیاسی پرداخته است. او یکی از دانشوران برجسته در زمینهٔ مطالعاتِ حقوقیِ اسلامی به‌شمار می‌رود و به‌عنوانِ یکی از مراجع برجستهٔ حقوق اسلامی در جهان شناخته شده است.
او بیش از هشتاد کتاب و مقاله در موضوعاتی ازجمله حقوق، نظریهٔ حقوقی، فلسفه، نظریهٔ سیاسی و منطق منتشر کرده است. در سال ۲۰۰۹، جان اسپوزیتو و هیئت بازبینی او، حلّاق را در فهرست ۵۰۰ مسلمانِ تأثیرگذار در جهان برای تحقیقات و انتشارات خود در مورد شریعتِ اسلامی قرار دادند، اگرچه وی مسیحی است.
حلّاق به‌دلیل رسالهٔ دکتری خود در به چالش کشیدن مفهومِ به‌اصطلاح «بس
تنِ بابِ اجتهاد» شهرت یافت، روایتی که دیر زمانی در این زمینه به‌عنوانِ پارادایم و بُن‌نگره پذیرفته شده بود.

## زندگی
وائل حلاق در سال ۱۹۵۵ در یک خانواده مسیحی فلسطینی در ناصره به دنیا آمد. او از دانشگاه حیفا فارغ‌التحصیل شد، سپس مدرک کارشناسی ارشد و دکترا گرفت. از دانشگاه واشینگتن

## تحقیقات و انتشارات
آموزه‌ها و تحقیقات حلاق به گسست‌های معرفتی مشکل آفرین ناشی از آغاز مدرنیته و نیروهای اجتماعی-سیاسی- تاریخی تحت تأثیر آن می‌پردازد. با تاریخ فکری شرق‌شناسی و بازتاب‌های پارادایم‌های شرق‌شناسی در تحقیقات بعدی و در کل مطالعات حقوقی اسلامی؛ و با توسعه همزمان و متوالی سنت‌های اسلامی منطق، نظریه حقوقی و حقوق ماهوی و نظام‌های وابسته به هم در این سنت‌ها. نوشته‌های حلاک پویایی ساختاری تغییر حقوقی در حقوق پیشامدرن را بررسی کرده است و محوریت نظریه اخلاقی را برای درک تاریخ حقوق اسلامی و جنبش‌های سیاسی مدرن بررسی کرده است. در یک دهه و نیم گذشته، کار او به‌طور فزاینده ای بر نقد پروژه مدرن، از جمله ساختارهای پارادایماتیک دانش که آن را هدایت می‌کند، متمرکز شده است. تحقیقات کنونی او تلاش می‌کند تا رویه‌های قانون اساسی حکومت اسلامی را بین قرن‌های هشتم و هجدهم ترسیم کند، از جمله، با هدف ساختن اکتشافی برای نقد ترتیبات قانون اساسی مدرن.
آثار اصلی حلاق عبارتند از: بازنمایی شرق‌شناسی: نقد دانش مدرن (۲۰۱۸) و اصلاح مدرنیته: اخلاق و انسان جدید در فلسفه عبدالرحمن طه (۲۰۱۹)، اقتدار، تداوم و تغییر در حقوق اسلامی (۲۰۰۱)، ریشه‌ها و سیر تحول حقوق اسلامی (۱۳۸۴)، شریعت: نظریه، عمل، تحولات (۲۰۰۹) و درآمدی بر حقوق اسلامی (2009). آثار پروفسور حلاق با چندین کتاب و پایان‌نامه و مقالات متعدد به بررسی و تحلیل نوشته‌های وی به‌طور گسترده مورد بحث و ترجمه قرار گرفته است. زندگی و آثار او در بسیاری از سمپوزیوم‌ها، برنامه‌های گفتگو و مستند توسط رسانه‌های بزرگ به نمایش درآمده است.
در سال ۲۰۱۵، «دولت غیرممکن» (۲۰۱۳) او برنده جایزه معتبر کتاب کلمبیا برای دو سال قبل شد و از زمانی که در سال ۲۰۱۴ به زبان عربی ظاهر شد، توجه زیادی را در محافل دانشگاهی و رسانه‌های جمعی در جهان اسلام به خود جلب کرد. او در سال ۲۰۰۷ برنده جایزه بهترین کتاب جمهوری اسلامی ایران برای کتاب ریشه و تکامل و در سال ۲۰۲۰ جایزه کتاب ناتیلوس برای اصلاح مدرنیته شد. در سال ۲۰۲۱، او جایزه TÜBA را که توسط آکادمی علوم ترکیه برای قدردانی از بورس تحصیلی نوآورانه و راهگشا در علوم انسانی و اجتماعی اعطا شد، دریافت کرد. بعدها در همان سال به عضویت افتخاری این فرهنگستان انتخاب شد. ده‌ها مقاله اصلی و همه کتاب‌های او اکنون به عربی و ترکی ترجمه شده‌اند و بسیاری از آنها به چندین زبان دیگر از جمله اندونزیایی، ژاپنی، فارسی، اردو، عبری، ایتالیایی، آلمانی، فرانسوی و اخیراً آلبانیایی، روسی، ترجمه شده‌اند. و بنگالی.
در سال ۲۰۱۸، هالاک بازنمایی شرق‌شناسی: نقد دانش مدرن را منتشر کرد که توسط انتشارات دانشگاه کلمبیا منتشر شد. Aziz Ranعزیز رعنا از دانشکده حقوق کرنل، نویسنده کتاب «دو چهره آزادی آمریکایی»، این متن را «بازیابی درخشان از مفاهیم معروف سعید» توصیف می‌کند، که نشان می‌دهد موضوع شرق‌شناسی صرفاً یکی از نویسندگان مشکل‌ساز اروپایی نیست، بلکه به این موضوع می‌پردازد. قلب این که پروژه مدرن چگونه سوژه‌ها، دانش و قدرت را تشکیل می‌دهد… خواندن آن ضروری است و سال‌های آینده توسط محققان مورد بحث قرار خواهد گرفت."
والتر میگنولو، نشانه‌شناس آرژانتینی (École des Hautes Études) و استاد دانشگاه دوک، دربارهٔ بازسازی شرق‌شناسی گفت:
«در میان متفکران استعماری به طور فزاینده ای آشکار می‌شود که مدیریت استعماری (با یا بدون مستعمرات، با یا بدون مهاجران) مسئله کنترل و مدیریت دانش است، و تفاوت قدرت در کارگزاران، نهادها و زبان‌های حکمرانی معرفتی ضمنی است. وائل ب. هالاک با خوانش دقیق شرق‌شناسی ادوارد سعید، ما را به طرز درخشانی به این آگاهی سوق می‌دهد که سلطه مبتنی بر حاکمیت معرفتی است و رهایی بدون آزادی معرفتی غیرممکن است.»
پروفسور مطالعات خاور نزدیک در دانشگاه کرنل، دیوید اس. پاورز، در سال ۲۰۱۰ خاطرنشان کرد:
حلاق در طول دهه گذشته از مقاله‌نویس به نویسنده کتاب تبدیل شده است. او با ترکیب یافته‌های خود و قرار دادن آن‌ها در چارچوب مفهومی بزرگ‌تر، سه اثر مهم منتشر شده توسط انتشارات دانشگاه کمبریج نوشته است: تاریخچه نظریه‌های اجتهادی اسلام (۱۹۹۷). اقتدار، تداوم و تغییر در قوانین اسلامی (۲۰۰۱)، و ریشه‌ها و تکامل قوانین اسلامی (۲۰۰۴)، این یک دستاورد خیره کننده برای یک مرد در سن اوست. همین بس که وقتی وائل ب. حلاق صحبت می‌کند، مورخان اجتهاد اسلام گوش فرا می‌دهند.

## تحقیقات جاری
پژوهش کنونی حلاق به پرسش‌هایی پیرامون حکمرانی در تاریخ اسلام از دوران شکل‌گیری تا قرون میانی عثمانی، با تمرکز خاص بر حوزه ممالیک می‌پردازد. از دو جلد پیش‌بینی‌شده، یکی تاریخ حقوقی جامعه و «دولت» مملوک را پوشش می‌دهد و به جنبه‌های مختلف نحوه عملکرد «قانون» در آن امپراتوری می‌پردازد. جلد دوم ساختارهای آنچه را که می‌توان مفهوم مشروطه اسلامی در دوره میانی نامید، بررسی خواهد کرد. ایده این است که بخش‌ها یا «شاخه‌های» مختلف حکومت و چگونگی تعامل این بخش‌ها با یکدیگر یا علیه یکدیگر بررسی شود. این شامل مطالعه‌ای دربارهٔ «انسان سیاسی» اسلامی است، یک قانون اساسی از یک ذهنیت کهن الگو که فرض می‌شد دستگاه حکومتی را حفظ می‌کند. با این حال، گفتمان این جلد هرگز از مقایسه و تقابل با تحولات ساختارهای سیاسی در اروپا از قرن پانزدهم به بعد صرف نظر نمی‌کند و یکی را بر دیگری تحمیل می‌کند. هدف نهایی نه تنها تولید روایتی از تاریخ مشروطه اسلامی، بلکه یک اکتشاف انتقادی است که بحران ترتیبات مشروطه مدرن را حل کند.

## آثار
1. دولت غیرممکن: اسلام، سیاست و معضل اخلاقی مدرنیته.
2. مقدمه ای بر شریعت اسلام.
3. شریعت: نظریه، کاربرد و تحولات.
4. کاستی‌های شرق‌شناسی (قصور استشراق): رویکردی در نقد علم مدرن.
5. اصلاح مدرنیته: اخلاق و انسان جدید در فلسفه طه عبدالرحمن.
6. قرآن و شریعت: بسوی قانون اساسی جدید اسلامی ۲۰۱۹
7. ابن تیمیه در برابر منطق یونان ۲۰۱۹
8. آیا باب اجتهاد بسته شده است؟ ۲۰۲۲
9. فقه و منشأ آن: در دوران کلاسیک اسلام و مابعد ۲۰۲۳

## مقالات منتخب
"خدا را نمی‌توان صدمه زد": در مورد Huquq Allah/Huquq al-'ibad Continuum "، کتابچه راهنمای Routledge از قوانین اسلامی، چاپ. خالد ابو ال فدل، و همکاران (لندن: Routledge، ۲۰۱۹).
«اصول فقه و رساله شافعی»، مجله مطالعات عربی و اسلامی، ۱9 (2019)، ۱۲۹–۱۸۳.
«هفده مقاله در تاریخ»، در جیسون محله و همکاران، ویرایش، مانیفست‌های اندیشه جهان (لانهام، دکتر: رومان و لیتلفیلد، ۲۰۱۸).
'قرآن مگنا کارتا: در مورد منشأ حاکمیت قانون در اسلام "، در R. Griffith-Jones و Mark Hill , eds. , Magna Carta , Dinion و قانون قانون (کمبریج: انتشارات دانشگاه کمبریج، ۲۰۱۴): ۱۵۷–۷۶
«در مورد شرق‌شناسی، خودآگاهی و تاریخ»، قانون و جامعه اسلامی، ۱۸، ۳-4 (2011): ۳۸۷–۴۳۹.
«مشروطه گرایی قرآنی و دولت بودن اخلاقی: یادداشت‌های بیشتر در مورد اصول بنیانگذار جامعه اسلامی و سیاست ،» مطالعات تطبیقی اسلامی، ۸ ، ۱-2 (2012): ۱–۵۱.
«پایه و اساس قانون اخلاقی: نگاهی جدید به قرآن و پیدایش شان ،» قانون و جامعه اسلامی، جلد ۱6 (2009): ۲۳۹–۷۹.
«قانون اسلامی: تاریخ و تحول»، تاریخ جدید کمبریج اسلام، جلد. ۴، ed. R. Irwin (کمبریج: انتشارات دانشگاه کمبریج، ۲۰۱۰): ۱۴۲–۸۳.
"شرع چیست؟" سالنامه قانون اسلامی و خاورمیانه، ۲۰۰۵–۲۰۰۶، جلد. ۱۲ (لیدن: ناشران دانشگاهی بریل، ۲۰۰۷): ۱۵۱–۸۰.
«اقتدار حقوقی در مقابل قدرت دولت: بحران‌های حقوقی اسلام مدرن»، مجله حقوق و دین، ۱۹، 2 (2003-04)، ۱۰۱–۱۱۶.
"آیا می‌توان شریعت را ترمیم کرد؟" در ایوان ی. حداد و باربارا اف. استواسر، ویرایش، حقوق اسلامی و چالش‌های مدرنیته (Walnut Creek: Altamira Press، ۲۰۰۴)، ۲۱–۵۳.
"" خشم مسلمانان "و قانون اسلامی، مجله حقوقی هاستینگز، ۵۴ (اوت ۲۰۰۳)، ۱–۱۷.
"تلاش برای منشأ یا دکترین؟ مطالعات حقوقی اسلامی به عنوان گفتمان استعمارگر، 'UCLA مجله قانون اسلامی و نزدیک شرقی، ۲ ، 1 (2002-03)، ۱–۳۱.
"مقدمه ای برای اصلاحات عثمانی: ابن" Abidîn در مورد تغییر عرف و قانونی "، تاریخچه‌های خاورمیانه مدرن: دستورالعمل‌های جدید، ویرایش‌ها. I. Gershoni و همکاران. (بولدر و لندن: لین رینر، ۲۰۰۲)، ۳۷–۶۱.
تخریج و ساخت اقتدار فقها"، مطالعات در نظریه حقوقی اسلامی، چاپ. برنارد جی ویس (لیدن: بریل، ۲۰۰۲)، ۳۱۷–۳۵.
"در مورد الموطأ امام مالکی"UCLA مجله قانون اسلامی و نزدیک شرقی، ۱ ، 1 (2001-02)، ۴۷–۶۵.
«از جغرافیایی تا مدارس شخصی؟: ارزیابی مجدد ،» قانون و جامعه اسلامی، ۸،1 (2001)، ۱–۲۶.
«نویسنده و تغییر حقوقی در قوانین سنتی اسلامی»، ریمو (ماستریخت)، ۱8 (2000)، ۳۱–۷۵.
«اصالت حدیث نبوی ،» استودیا اسلاما ۸9 (1999)، ۷۵–۹۰.
«ارتباطات قدسی: تغییر قانونی و قانون شواهد مستند ،» القانتارا، XX (1999)، ۴۳۷–۶۶.
«دیوان قدی (سیجیل) قبل از عثمانی ها»، بولتن دانشکده مطالعات شرقی و آفریقایی، ۶۱، 3 (1998)، ۴۱۵–۳۶.
«مقدمه: مسائل و مشکلات»، (به عنوان ویراستار مهمان) حقوق و جامعه اسلامی، ۳ ، 2 (1996)، ۱۲۷–۳۶.
"فتوی و اجتهاد در نظریه حقوقی سنی: یک حساب توسعه، "در kh. Masud , Brink Messick , and David Powers , eds. ، تفسیر حقوقی اسلامی: مفت و فاتوا آنها (کمبریج: انتشارات دانشگاه هاروارد، ۱۹۹۶)، ۳۳–۴۳.
«مدل شروط و دیالکتیک دکترین و عمل»، قانون و جامعه اسلامی، ۲ ، 2 (1995)، ۱۰۹–۳۴.
"قتل در کوردوبا و تکامل قانون اساسی در اسلام قرون وسطایی Acta Orientalia (OSLO)، ۵5 (1994)، ۵۵–۸۳.
"از فروع تا فتوا": رشد و تغییر در قانون اساسی اسلامی "قانون و جامعه اسلامی، ۱ (فوریه ۱۹۹۴)، ۱۷–۵۶.
همکار سمپوزیوم حقوق مذهبی: رفتارهای کاتولیک، اسلامی و یهودی رومی از موضوعات خانوادگی، لویولا مجله حقوق بین‌الملل و مقایسه ای لس آنجلس، ۱ ، ۱6 (1993)، 41f، 53f، 79f.
مجله بین‌المللی مطالعات خاورمیانه، ۴ (نوامبر ۱۹۹۳)، ۵۸۷–۶۰۵.
«اصول فقه: فراتر از سنت»، مجله مطالعات اسلامی، ۳ ، 2 (1992)، ۱۷۲–۲۰۲.
"ابن تیمیه در مورد وجود خدا"، آکتا شرقی (کپنهاگ)، ۵2 (1991)، ۴۹–۶۹. (ترجمه شده توسط Bilal Kuspinar به ترکی، "ابن Teymiyeyeye Göre Allah'in Varligi , 'Sosyal Bilimler Dergisi 3 (آوریل، ۱۹۹۳)، ۱۳۵–۱۵۳).
«تقدم قرآن در نظریه حقوقی شاتیبی ،» در واله ب. هاله و دی لیتل، ویرایش، مطالعات اسلامی ارائه شده به چارلز جی آدامز (لیدن: E.J. بریل، ۱۹۹۱)، ۶۵–۸۶.
«در مورد تأیید القایی، احتمال و یقین در تفکر حقوقی سنی»، در نیکلاس ال. هیر، ویرایش، حقوق اسلامی و فقه: مطالعات به افتخار فارت جی. زیاد (سیاتل: دانشگاه واشینگتن پرس، ۱۹۹۰)، ۳–۳۱ بشر
«منطق، استدلال‌های رسمی و رسمی سازی استدلال‌ها در فقه سنی ،» عربیکا، ۳۷، 3 (1990)، ۳۱۵–۳۵۸.
«استفاده و سوء استفاده از شواهد: مسئله تأثیرات استانی و رومی بر حقوق اولیه اسلامی ،» مجله انجمن شرقی آمریکا، ۱۱۰، 1 (1990)، ۷۹–۹۱.
«استدلال‌های غیر آنالوگیک در قضایی حقوقی سنی ،» عربیکا، ۳۶، 3 (1989)، ۲۸۶–۳۰۶.
«یادداشت‌های مربوط به اصطلاح قرنیه در گفتمان حقوقی اسلامی ،» مجله انجمن شرقی آمریکا، ۱۰۸، 3 (1988)، ۴۷۵–۸۰.
«یک رساله قرن دهم در مورد دیالکتیک حقوقی ،» جهان اسلام، ۷۷، ۲-3 (1987)، ۱۹۸–۲۲۷.
«توسعه ساختار منطقی در نظریه حقوقی اسلامی»، Der Islam، ۶۴، 1 (1987)، ۴۲–۶۷. چاپ شده در قانون اسلامی و نظریه حقوقی، ویرایش. ایان Edge (کتابخانه بین‌المللی مقاله در حقوق و نظریه حقوقی، سردبیر سریال تام دی. کمپبل) (همپشایر: شرکت انتشارات دارتموث، ۱۹۹۳).
«در مورد منشأ بحث و جدال در مورد وجود مجتهدها و باب اجتهاد ،» استودیا اسلاما، ۶3 (1986)، ۱۲۹–۴۱. ترجمه فارسی توسط A. Kazemi-Moussavi , 'Rishaha-Yi Bahth Dar Bara-Yi Vujud-i Mujtahid va ijtihad ,' Tahqiqat-i Islami، ۵ ، ۱–۲ (۱۳۶۹/۱۹۹۰–۱)، ۱۲۳-۳۴۴-۳۴۴ بشر ترجمه شده توسط نورول آگوستینی در Hikmat، 7 (1992)، ۴۳–۵۴.
«در مورد ادعای اجماع سنی»، مجله بین‌المللی مطالعات خاورمیانه، ۱۸، 4 (1986)، ۴۲۷–۵۴.
«منطق استدلال حقوقی در فرهنگ‌های مذهبی و غیر مذهبی: پرونده حقوق اسلامی و حقوق مشترک ،» بررسی قانون ایالتی کلیولند، ۳۴، 1 (1985-6)، ۷۹–۹۶. چاپ شده در فرهنگ‌های حقوقی تطبیقی، ویرایش. CSABA VARGA (کتابخانه بین‌المللی مقاله در حقوق و نظریه حقوقی، سردبیر سری T. D. Campbell) (همپشایر: شرکت انتشارات دارتموث، ۱۹۹۲)، ۴۰۱–۴۱۸.
«ملاحظات مربوط به عملکرد و شخصیت تئوری حقوقی سنی»، مجله انجمن شرقی آمریکا، ۱۰۴، 4 (1984)، ۶۷۹–۸۹.
«خلفا، فقها و سلجوقیان در اندیشه سیاسی جوینی ،» جهان اسلام، ۷۴، 1 (1984)، ۲۶–۴۱.
"باب اجتهاد بسته شده؟" مجله بین‌المللی مطالعات خاورمیانه، ۱۶، 1 (1984)، ۳–۴۱. چاپ شده در قانون اسلامی و نظریه حقوقی، ویرایش. ایان Edge (کتابخانه بین‌المللی مقاله در حقوق و نظریه حقوقی، سردبیر سریال تام دی. کمپبل (همپشایر: شرکت انتشارات دارتموث، ۱۹۹۳)؛ ترجمه به عبری در الجامه، مرکز چیم هرتزوگ برای مطالعات خاورمیانه، 8 (2001)، ۱۱۸–۶۸، با مقدمه ای از نیمرود هورویتز.